# Guadalupe Castillo
Guadalupe Castillo fue un político, profesor, e investigador mexicano.
Fue el primer presidente municipal de Ecatepec, Estado de México. Su mandato en este municipio fue de 1958 a 1960, en los tiempos en que la presidencia municipal en ese municipio duraba dos años.
- Datos: Q5886924